# Alucita pliginskii
Alucita pliginskii — вид метеликів родини віялокрилок (Alucitidae).

## Поширення
Ендемік України. Відомий лише у Криму. Голотип знайдений у 1909 році в Севастополі. Описаний у 2000.

## Оригінальна публікація
- ЗАГУЛЯЕВ, А. К. (2000): Новые виды молей семейства веерокрылок (Lepidoptera, Alucitidae) фауны России и сопредельных территорий. XII. — Энтомологическое обозрение [Entomologicheskoe Obozrenie] 79 (4): 880-890.